# Ostraceiro-europeu
O ostraceiro-europeu (Haematopus ostralegus) é uma ave da família Haematopodidae, migratória, que nidifica na Europa e Ásia e passa o inverno do hemisfério norte nas costas do sul de África.
O ostraceiro-europeu tem comprimento médio de 43 cm e envergadura de cerca de 34 cm, sendo os machos ligeiramente maiores que as fêmeas. Tem plumagem preta na cabeça, dorso e asas, com a barriga muito branca. Como todos os ostraceiros, tem o bico comprido e vermelho, tal como as patas e os olhos.
Esta ave pode ser encontrada perto de água, sendo mais comum em lagunas costeiras e praias arenosas. É essencialmente solitário, mas associa-se a bandos de outras espécies de aves marinhas. Alimenta-se de moluscos, anelídeos e crustáceos.

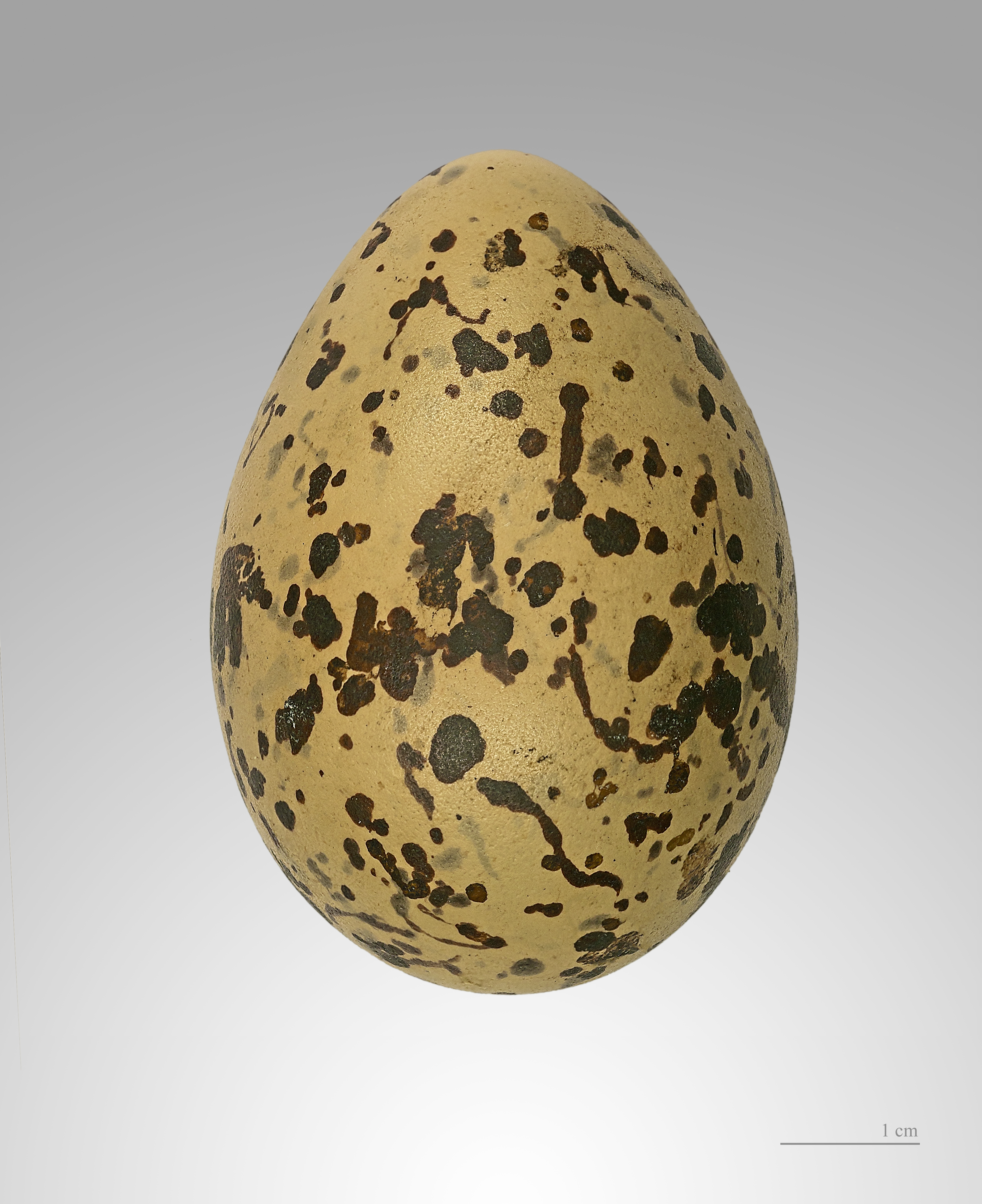
Haematopus ostralegus